# Kathleen Barr
Kathleen Barr (n. 6 aprilie 1967) este o actriță canadiană de voce.

## Animație/Anime
- Adventures of Sonic the Hedgehog – Katella, Additional voices
- Amelia's Moving Pictures - Amelia's Mom, Cleo & the Witch
- Adieu Galaxy Express 999 – Maetel, Queen Promethium
- Barbie and the Diamond Castle – Lydia
- Barbie in a Christmas Carol – Chuzzlewit, Ghost of Christmas Present, Mrs. Dorrit
- Barbie and the Magic of Pegasus – Shiver, Queen, Rayla the Cloud Queen
- Barbie and the Three Musketeers – Helene
- Barbie in A Mermaid Tale - Eris, Snouts
- Barbie Mariposa – Rayna
- Barbie in the 12 Dancing Princesses – Delia
- Barbie: Fairytopia - Laverna, Pixie #2, Pixie #4
- Barbie Fairytopia: Magic of the Rainbow - Laverna
- Barbie as the Princess and the Pauper – Serafina
- Barbie of Swan Lake – Marie, Fairy Queen
- Barbie: Mermaidia – Laverna
- Barbie Thumbelina – Vanessa
- Barbie in the Nutcracker – Aunt Elisabeth Drosselmayer, Owl
- Barbie in A Mermaid Tale 2 - Eris, Snouts
- Battletoads - Dark Queen
- Beast Machines – Botanica
- Bionicle: Mask of Light – Gali
- Bionicle 3: Web of Shadows – Roodaka and Gaaki
- Candy Land: The Great Lollipop Adventure – Princess Frostine
- Casa De Los Muertos – Diego Vasquez
- Class of the Titans – Athena, The Horae
- Conan the Adventurer - Mesmira, Misc characters
- Conan and the Young Warriors – Sulinara
- Dinobabies - Trueman
- Dinosaur Train - Mrs. Corythosaurus, Trudy Triceratops, Laura Giganotosaurus, Delores Tyrannosaurus, Ned Brachiosaurus, Velma Velociraptor, Peggy Peteinosaurus, Ollie Ornithomimus, Mrs. Ornithomimus, Angela Avisaurus (T. Rex Migration), Pauline Proganochelys, Tuck Triceratops, Erma Eoraptor
- Dragon Booster – Lance Penn, Marianis, Dragon City News Reporter, Chute
- Dragon Tales – Wheezie, Max and Emmy's mom,[1] Polly Nimbus, Mooky, Misc. characters
- Ed, Edd, n Eddy – Kevin and Marie Kanker
- Edgar & Ellen – Edgar, Natalie Nickerson
- Exosquad – Colleen O'Reilly
- Galaxy Express 999 (Movie) – Maetel, Tetsuro's Mother, Queen Promethium
- He-Man and the Masters of the Universe (2002) – Evil-Lyn
- Highlander: The Search for Vengeance – Moya
- Hot Wheels AcceleRacers – Gelorum
- Hot Wheels Battle Force 5 – Agura Ibaden, Hatch, Kyburi, Zen, Korosivash
- Hot Wheels Highway 35 World Race – Gelorum
- Johnny Test – Lila Test (Mrs. Test), Janet Nelson Jr.
- Kid vs. Kat- Millie Burtonburger, Kat, Lorne
- King Arthur and the Knights of Justice – Guinevere, Morgana Le Faye
- Lego Ninjago: Masters of Spinjitzu-Misako, Brad, Gene
- Leo the Lion: King of the Jungle (direct-to-video) - Additional voices
- Liberty's Kids – Henri LeFebvre
- Littlest Pet Shop - Mrs. Twombly, Jasper Jones, Madame Pom, Scout Kerry, Largest Ever Pet Shop kitty, Minka's Fantasy Art Gallery announcer, Vi Tannabruzzo
- Make Way for Noddy – Martha Monkey
- Martha Speaks  – Ronald Boxwood, Polly, Mrs. Demson,
- Max Steel - Katherine Ryan,
- Mega Man – Roll
- Mix Master – Ditt
- Mosaic - Facade and Mrs. Nottenmyer
- My Little Pony (G3) – Sweetberry, Island Delight, Puzzlemint
- My Little Pony: Friendship is Magic[2] - Trixie, Queen Chrysalis,,[3] additional voices
- My Little Pony: Equestria Girls - Trixie
- My Little Pony: Equestria Girls – Rainbow Rocks - Trixie
- My Scene Goes Hollywood – Madison
- Martin Mystery - various voices
- NASCAR Racers – Megan "Spitfire" Fassler
- Night Warriors: Darkstalkers' Revenge - Morrigan Aensland
- Lego Ninjago: Masters of Spinjitzu - Misako
- Powerpuff Girls Z - Cody, Butch, Sam
- Pucca – Ssoso, Doga
- Quest for Zhu - Mezhula
- Rainbow Fish- Wanda the Octopus, Mrs. Chips.
- Ranma ½ – Cologne (Movies and OAVs), Tsubasa Kurenai (Movie 1)
- ReBoot – Dot Matrix, Princess Bula
- Rudolph the Red-Nosed Reindeer: The Movie – Rudolph and Twinkle
- Rudolph the Red-Nosed Reindeer and the Island of Misfit Toys – Rudolph, Mrs. Claus, Tooth Fairy, Rocking Horse, Peggy, Dolly, Adina, Female Cardinal
- Sabrina: Secrets of a Teenage Witch -  Enchantra/Tiffany Titan/Zanda
- Salty's Lighthouse – Ocho and Aunt Chovie
- Sitting Ducks – Bev
- Sonic Underground – Additional voices
- Stargate Infinity – Draga
- Storm Hawks – Lynn, Garrett (Pork Chop)
- Strawberry Shortcake's Berry Bitty Adventures - Mavis Maraschino
- Street Fighter - Lucinda Davila
- Tayo the Little Bus[necesită citare] - Tayo, Alice
- The Super Mario Bros. Super Show - Queen Rotunda, Birdo, King Koopa's mother
- The Wacky World of Tex Avery – Chastity Knott
- Troll Tales - Snapper
- The Twisted Whiskers Show - Cutie Snoot, Flouncie
- Panini and Friends - Borlotti

## Roluri în jocuri video
- Cartoon Network Universe: FusionFall - Marie Kanker
- Ed, Edd n Eddy: Jawbreakers! - Marie Kanker, Kevin
- Ed, Edd n Eddy: The Mis-Edventures - Marie Kanker, Kevin
- Ed, Edd n Eddy: Scam of the Century - Kevin
- Devil Kings – Lady Butterfly
- Final Fury 2 - Noel
- FF3 Final Fury 3 - Noel
- Final Fury 4: The Last Bout - Noel
- Frogger Beyond – Frogger
- Impossible Creatures - Lucy Willing, Velika La Pette
- ReBoot – Dot Matrix

## Altele
- Care Bears – Best Friend Bear and Harmony Bear (as plush toys)